# Kungen (patiens)

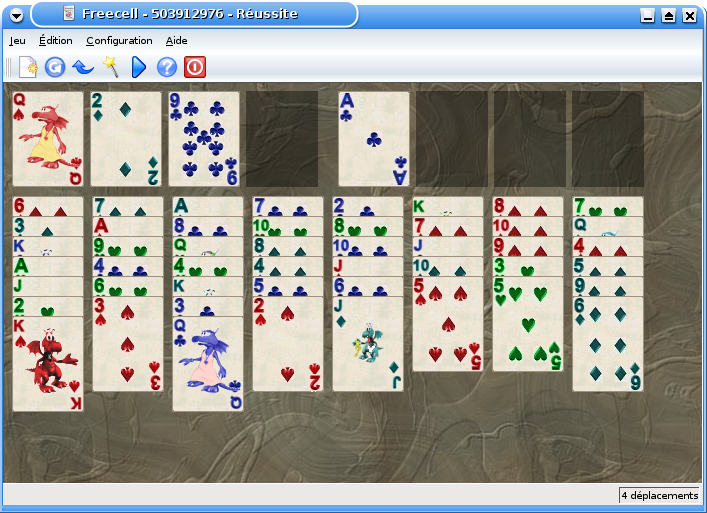
En linux-version av Kungen

Kungen (Freecell på engelska) är ett datoriserat patienskortspel som följer med operativsystemet Windows. Spelet går ut på att flytta alla kort från staplarna i botten till de fyra rutorna uppe till höger med hjälp av de fyra rutorna längst upp till vänster. Korten skall staplas efter färg och nummer för att patiensen skall vara löst.